# Narbona
Narbona (em francês:  Narbonne, também chamada Narbo ou Narbo Márcio [Narbo Martius] no tempo da Roma Antiga), é uma cidade do sudoeste da França, na região da Occitânia. Fica a 849 km de Paris, no departamento de Aude, do qual é uma subprefeitura. Antes uma próspera cidade portuária, fica agora localizada a 15 km do litoral mediterrâneo.
A cidade está ligada ao canal du Midi e ao rio Aude através do canal de la Robine, que lhe passa pelo centro.
Narbona foi a segunda colônia romana fora da Itália (a primeira foi Cartago). Foi estabelecida na Gália em 118 a.C., com o nome de Colônia Narbo Márcio (Colonia Narbo Martius), no ano do consulado de Pórcio e Márcio.[a] Localizava-se na Via Domícia, a primeira estrada romana na Gália, construída no tempo da fundação da colônia, e que conectava a Itália à Espanha. Entre 719 e 759 esteve sob domínio dos árabes, até que estes foram expulsos da cidade por Pepino o Breve.

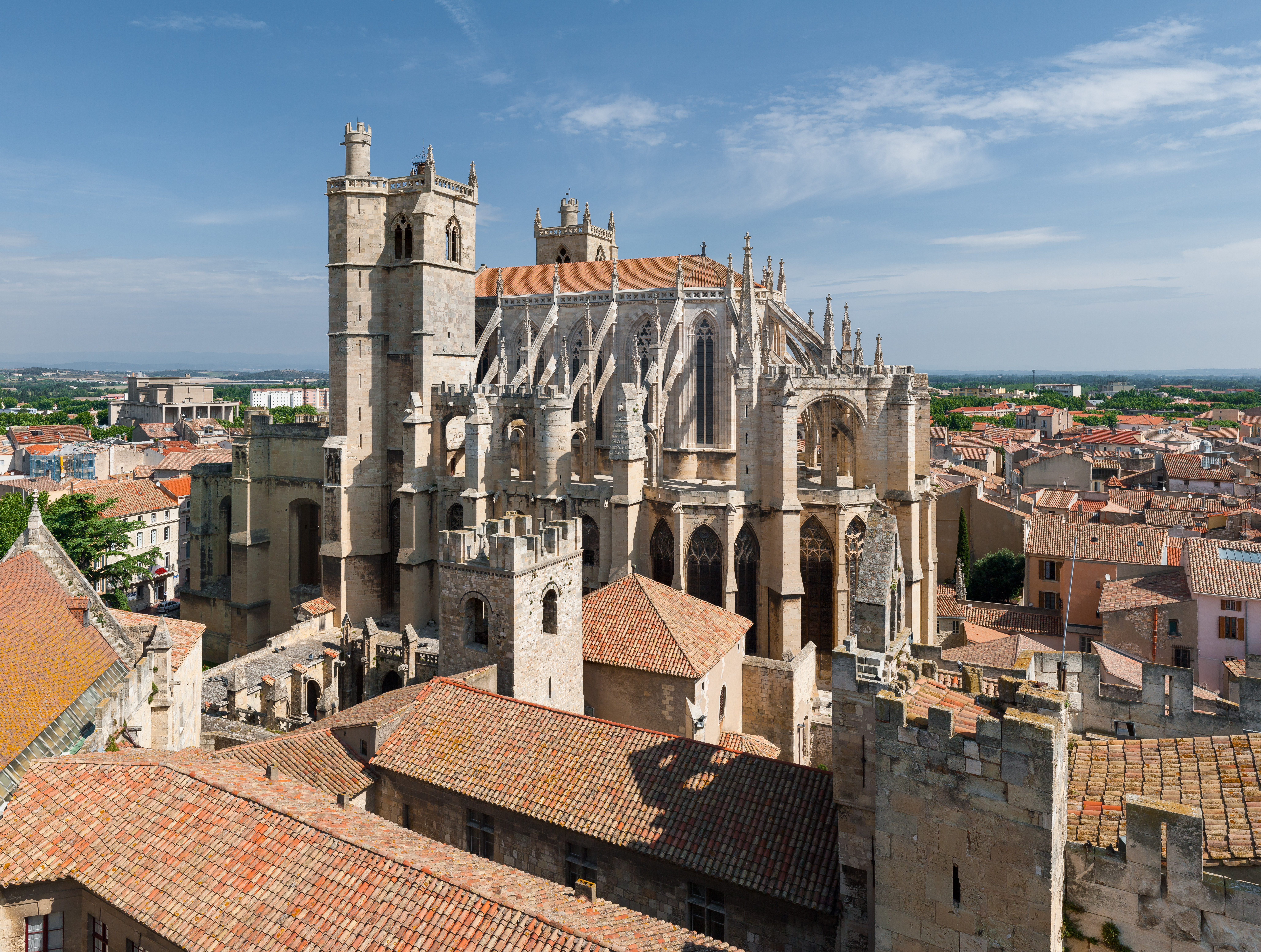
Catedral de São Justo e São Pastor em Narbona